# Fructele mâniei
Fructele mâniei (sau Fructele mîniei) (în engleză The Grapes of Wrath) este un roman realist american scris de John Steinbeck și publicat în 1939 de Editura Viking. A primit National Book Award și Premiul Pulitzer pentru ficțiune și a avut un rol proeminent în acordarea Premiului Nobel pentru literatură în 1962. Este considerat unul din Marile Romane Americane.
Are loc în timpul marii crize economice, romanul se concentrează asupra familiei Joad, o familie săracă de fermieri. Aceștia au ajuns să fie arendași acasă în Oklahoma din cauza secetei, a dificultăților economice, a schimbărilor din industria agricolă și a executărilor silite ale băncilor care îi obligă pe arendași să nu mai lucreze. Datorită situației lor aproape fără speranță și, în parte, pentru că sunt prinși în Dust Bowl, au plecat în California, împreună cu alte mii de „Okies” după locuri de muncă, pământ, demnitate și viitor.
Romanul este citit frecvent în clasele de literatură americană de la liceu și colegiu datorită contextului său istoric și a moștenirii sale de durată. O celebră ecranizare produsă la Hollywood, cu Henry Fonda ca Tom Joad și Jane Darwell ca Ma Joad, în regia lui John Ford, a fost lansată în 1940.